# Луна, Тристан де
Тристан де Луна и Арельяно (исп. Tristán de Luna y Arellano, 1510—1571) — испанский конкистадор.

## Биография
Родился в 1511 году в Боробии в знатной семье, был двоюродным братом вице-короля Новой Испании Антонио де Мендосы и Хуаны де Суньиги (жены Эрнана Кортеса).
В 1530 году отправился в Новый Свет. Участвовал в экспедиции Франсиско Васкеса де Коронады, отправившейся на поиски Семи золотых городов. В 1545 году женился на Исабеле де Рохас; у них родилось двое сыновей (один из них — Карлос — впоследствии стал губернатором Юкатана). В 1548 году принял участие в подавлении восстания индейцев в Оахаке.
В 1557 году вице-король Луис де Веласко поручил Тристану де Луне организовать поселение на побережье Флоридского полуострова со стороны Мексиканского залива, и проложить сухопутный путь до испанского поселения на Атлантическом побережье.
Флотилия из 13 судов, на которых находились 500 солдат и 1000 колонистов, летом 1559 года под командованием Тристана де Луны прибыла в залив Пенсакола и основала поселение Пуэрто-де-Санта-Мария. Он отправил одно судно назад в Веракрус с сообщением об удачной высадке, два судна в Испанию, и стал ждать возвращения поисковых партий, при этом большинство припасов экспедиции оставалось на стоящих в заливе судах. Поисковые партии вернулись через три недели, обнаружив лишь один индейский город.
Прежде, чем суда были разгружены, в ночь на 19 сентября 1559 года налетел ураган, вызвавший штормовой прилив и уничтоживший большинство судов экспедиции со всеми припасами. После этого большинство людей поднялось вверх по реке Алабама, где заняли пустую деревню Нанипакана и переименовали её в Санта-Крус. В ноябре вице-король прислал два судна с помощью, пообещав отправить дополнительную помощь весной. Эти суда помогли колонии пережить зиму, однако обещанная помощь прибыла лишь в сентябре. Тристан де Луна приказал остаткам своих сил двинуться на индейский город Кока, однако те взбунтовались. Имевшимся в поселении миссионерам удалось предотвратить кровопролитие, однако вскоре в поселение прибыл Анхель де Вильяфанье, и предложил увезти всех, кто разочаровался в успехе предприятия и желает покинуть эти места. Тристан де Луна смягчился и согласился вернуться в Мексику.